# Poccheiná
Poccheiná, es una hacienda del estado de Yucatán, México, en el municipio de Tepakán, a seis kilómetros, hacia el oriente del palacio municipal, continuación de la calle 21, por camino de terracería.
Se encuentra a 17 km del pueblo mágico de Izamal.

## Toponimia
El nombre (Poccheiná) proviene del idioma maya Pokché´: Monte en crecimiento, que reverdece, monte que tiene árboles esparcidos y se quema para hacer la milpa y na: casa. Pokché viene de las palabras asar: póok y árbol:che´

## Historia
Las haciendas en Yucatán fueron organizaciones agrarias que iniciaron su aparición a finales del siglo XVII a diferencia de lo que ocurrió en el resto de México y en casi toda la América hispana, en que la finca se estableció casi inmediatamente después de la conquista.
En Yucatán, por razones geográficas y económicas, particularmente la calidad del suelo y la falta de agua para regar, tuvieron una aparición tardía.
Una de las regiones de Yucatán en donde se establecieron primero haciendas maiceras y ganaderas y después henequeneras, fue la colindante y cercana a Mérida. A lo largo de los caminos principales como en el "camino real" entre Campeche y Mérida, también se ubicaron estas unidades productivas. Fue el caso de los latifundios de Yaxcopoil, Xtepén, Uayalceh, Temozón, Itzincab y San Antonio Sodzil, entre otros.
Ya en el siglo XIX, se establecieron las haciendas henequeneras en una escala más amplia en todo el territorio formando parte de la industria henequenera en Yucatán particularmente en la región noroeste de la península, cuyas tierras tienen vocación para el cultivo del henequén.
Poccheiná se construyó a principios del siglo XX como una hacienda henequenera. Tuvo su esplendor en la primera mitad del siglo XX en la época del oro verde, hasta que inició su caída por la exportación de los vástagos o hijos del agave a otras regiones del mundo, hasta el colapso con la aparición de la fibra sintética.
Los primeros propietarios de la hacienda fueron la familia Mézquita, también dueños de las haciendas Kantirix y Sahcatzín, cuyo dueño fue Eutimio Mézquita Osorio.
Inicialmente tenía alrededor de 1400 hectáreas, en el año de 1925, durante el gobierno de Plutarco Elías Calles le fueron afectadas 847 hectáreas y en el año de 1937, en el período de gobierno del general Lázaro Cárdenas del Río, 163 hectáreas, quedando al final con 376 hectáreas.
A partir del año 1937, después de los decretos que establecieron la reforma agraria en Yucatán, promulgados por el presidente Lázaro Cárdenas del Río, varias haciendas desaparecieron y se transformaron, convirtiéndose en ejidos.
Hay varias haciendas cercanas a Poccheiná como; Kantirix (Tepakán), Sahcatzín (Tepakán), Chenché de las Torres (Temax), Sac Nicté (Izamal), Tohopkú (Tekal de Venegas), Chuil (Izamal), Tzabcan (Izamal), Tzalancab (Tepakán), San José Chikeh (Sitilpech).
Hacia los años de 1980 es utilizada para cría de ganado vacuno.
Actualmente se tienen 7 hectáreas dedicadas al cultivo del limón persa y el resto como agostadero.
Eduardo Mézquita fue presidente municipal de Tepakán en el período 1950-1952 y Ramón Mézquita del 1979-1981.
En el año de 1986 la adquiere Benito Bernabé Bobadilla Canto, quien fue alcalde de Izamal en los períodos de 1968-1970 y 1988-1990. En el año 2007 pasa a ser propiedad del matrimonio Arau Pontones.
| Año                     | Hecho                                                         |
| ----------------------- | ------------------------------------------------------------- |
| Principios del siglo XX | La familia Mézquita construye la hacienda.                    |
| 1925                    | Son afectadas 847 hectáreas.                                  |
| 1937                    | Son afectadas 163 hectáreas, quedando la hacienda con 375 ha. |
| 1980                    | Es utilizada para cría de ganado vacuno.                      |
| 1986                    | La adquiere Benito Bernabé Canto.                             |
| 2007                    | Pasa a manos del matrimonio Arau Pontones.                    |

Ha sido reparada, remodelada y actualmente se encuentra de nuevo en condiciones habitables.

## Leyendas
Yucatán está llenó de leyendas y Poccheiná no se queda exenta de ellas:
Se dice que el día que Ramón Mézquita vendió la Hacienda a Bernabé Bobadilla Canto (Don Benito), en el año de 1986, el pago fue en efectivo y que en el viaje en tren de Izamal a Mérida Don Ramón se durmió y cuando llegó a su destino, despertó y el dinero había desaparecido.
Una de las leyendas de Poccheiná es que ya siendo dueño Don Benito Bobadilla y cuando estaban trabajando en el piso de la capilla se encontraron ollas llenas de monedas de oro, aparentemente escondidas durante la huida de Ortiz Argumedo hacia Cuba en 1915.
Las piedras utilizadas en las albarradas de Poccheiná son extraordinariamente grandes, en ninguna otra hacienda o rancho son de ese tamaño y se comenta que se cabalgaba arriba de ellas. Además de que es prácticamente imposible que con fuerza humana haya sido posible construir dichas albarradas, pero se dice que como antes no había tantos pecados en el mundo las piedras eran más ligeras y por tanto más fácil de manipular.

## Importancia histórica
.

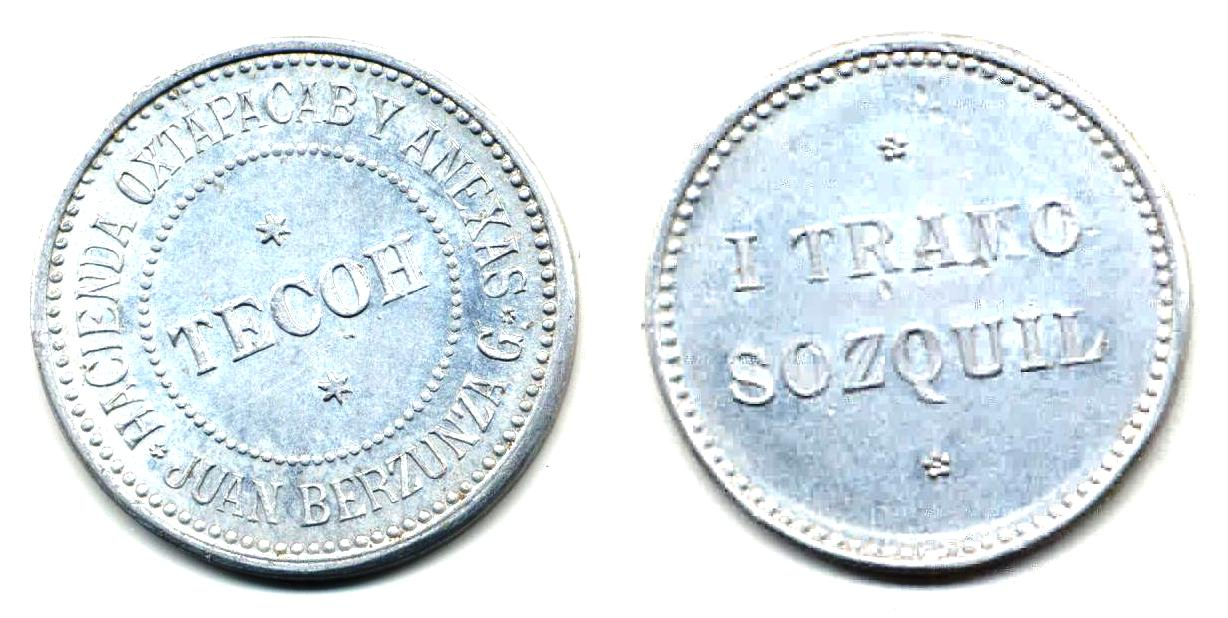
Ficha de hacienda.

Forma parte de la historia del henequén y de las haciendas de Yucatán.
Para la época de Venustiano Carranza intentando gobernar desde Veracruz (enero 1915) y con el levantamiento de la Convención de Aguascalientes, Yucatán era el estado más rico en todo México, gracias a la producción de henequén, y por tanto atractivo para que desde el centro del país se solicitara financiamiento de la guerra, lo que provocó el disgusto de los Hacendados Yucatecos, quienes eran quienes gozaban de esas riquezas. El 22 de febrero de 1915 la familia Mézquita, "dispuesta a empuñar las armas para defender la soberanía de Yucatán" se unió al General Abel Ortiz Argumedo quien encabezó un golpe de Estado contra Toribio de los Santos gobernador interino del estado de Yucatán nombrado por el general Venustiano Carranza en sustitución de Eleuterio Ávila .En ese golpe se intentó otra vez la separación de Yucatán de México. Como consecuencia es enviado el constitucionalista Salvador Alvarado quien acaba con la rebelión y se constituye como gobernador (19 de marzo de 1915). Debido a esta razón la familia Mézquita despreció al general Salvador Alvarado.
En Poccheiná cómo en el resto de haciendas Yucatecas se emitieron "fichas de hacienda" las cuales servían para pagar a los peones acasillados y ahora por su diseño y referencia histórica son de interés para los numismáticos.
En 1940 nace en Poccheiná, Tepakán la actriz y cantante Imelda Miller, cuyo verdadero nombre fue Imelda Mézquita Pérez. Ella forma parte de la historia de la música Yucateca.

## Demografía y características físicas
Según los censos realizados en el pasado y en la actualidad por el INEGI, la población ha variado según la siguiente tabla:
| 148                         | 210 | 207 | 127 | 106 | 94 | 65 | 37 | 0 | 0 | 0 | 2 | 2 |
| (Fuente: INEGI [Consultar]) |     |     |     |     |    |    |    |   |   |   |   |   |

Como sucedió en las haciendas Yucatecas, cuando el henequén dejó de aportar riqueza. Poccheiná dejó de producir y fue abandonada. En Poccheiná están las casas de los que fueron sus trabajadores y administradores, así como los restos del edificios que albergó la fábrica de fibra de henequén, la escuela, la tienda con su horno para pan, pozos artesanos, además de la casa principal, actualmente habitada.
Cuenta con 11 pozos artesanales siempre con agua y aún se pueden ver los restos de los rieles que en alguna ocasión fueron utilizados por los "trucks" (Decauville)  para el transporte de henequén.

## Flora y fauna
Poccheiná está localizada en zona de selva baja caducifolia y se encuentra una gran variedad de flora y fauna.
En la zona aún se encuentran venados cola blanca; sin embargo, los campesinos de la zona los cazan y están ocasionando su desaparición.
Hay pavos de monte, zorrillos, zorros, armadillos, mapaches, coatíes (Nasua) y una gran variedad de bellas aves, entre ellas el tho (Eumomota superciliosa), el benteveo (Pitangus sulphuratus), la chara, y la yuya (Icterus cucullatus).
Hay cedros, ceibas, chaká, jabín, maculis, kitanché, pich, Ramón, siricote, zapote, guachím, palma real, pixoy.
Actualmente existe un jardín dedicado a las cactáceas.

## Fósiles
El suelo de Poccheiná es joven desde el punto de vista geológico, tierra que emergió en la era cenozoica, aproximadamente hace 40 millones de años y por tanto se puede observar restos de fósil. La península de Yucatán se encuentra cubierta casi en su totalidad de sedimentos marinos de la Era Mesozoica de los períodos cretácico, jurásico y terciario, o sea de 150 a 250 millones de años, considerando que el Cráter de Chicxulub se formó con la caída de un meteorito hace 66 millones de años y en ese momento el suelo de la península estaba en el fondo del mar.

## Galería

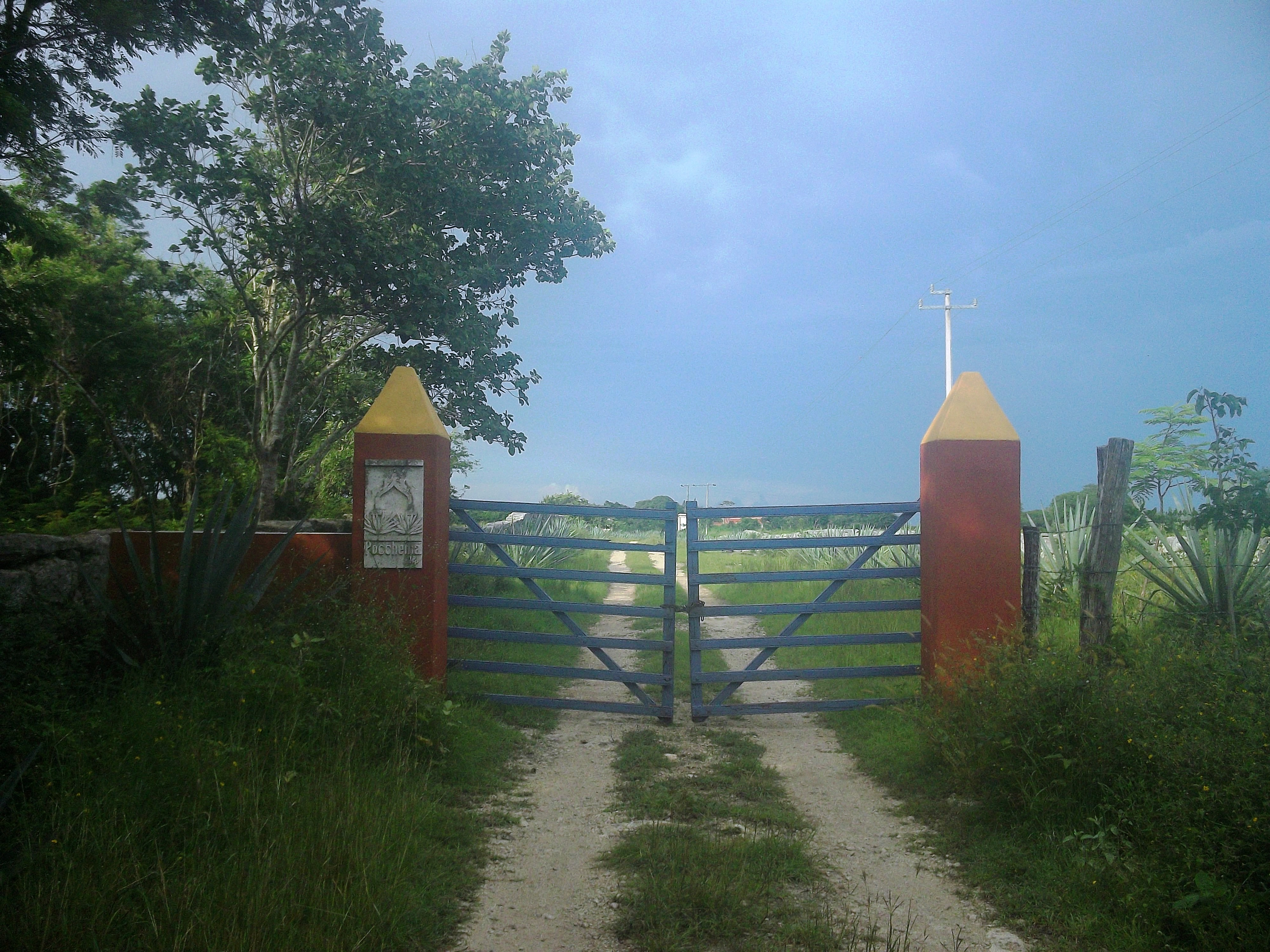
Entrada de Poccheiná.
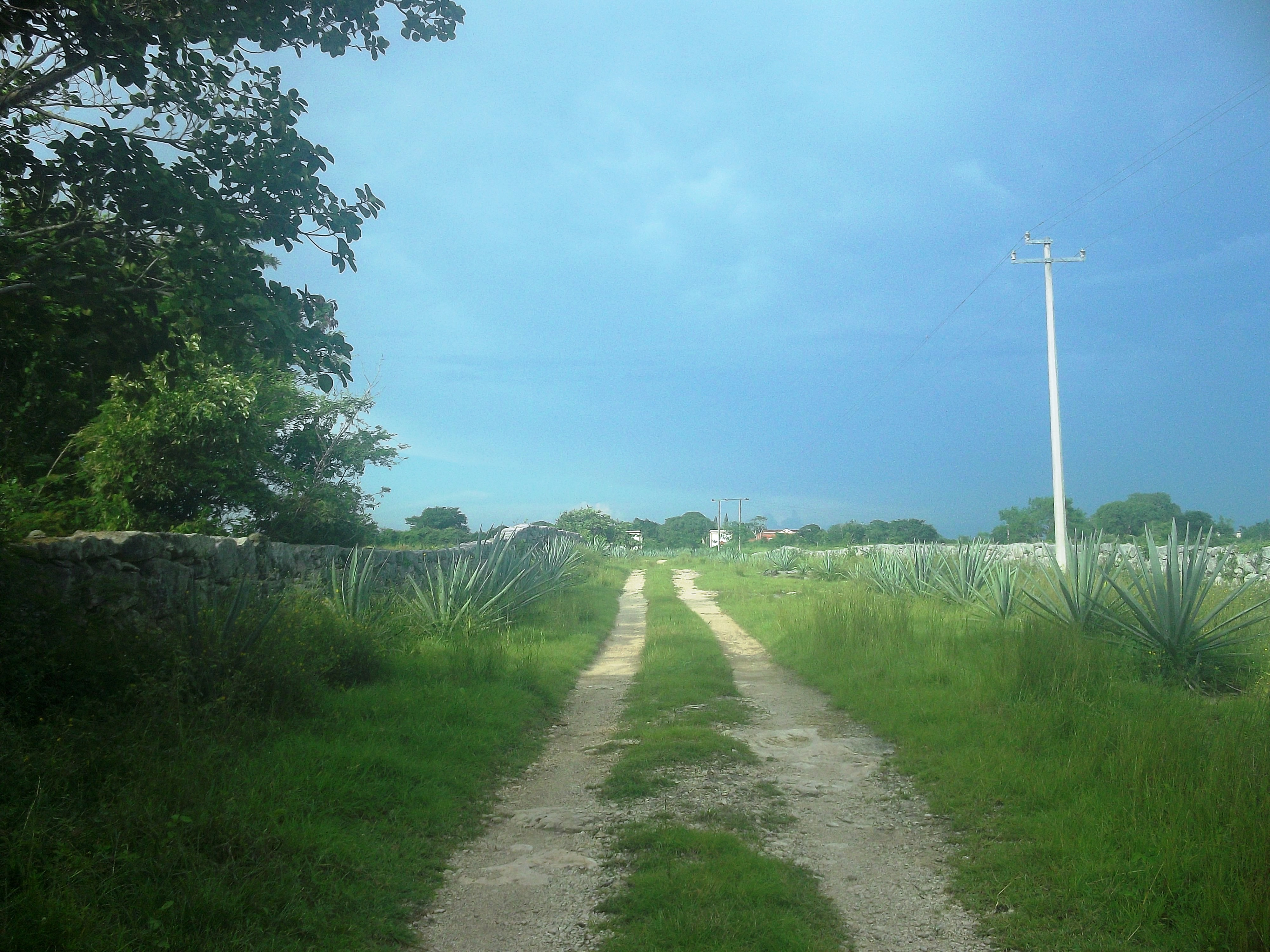
Camino de entrada
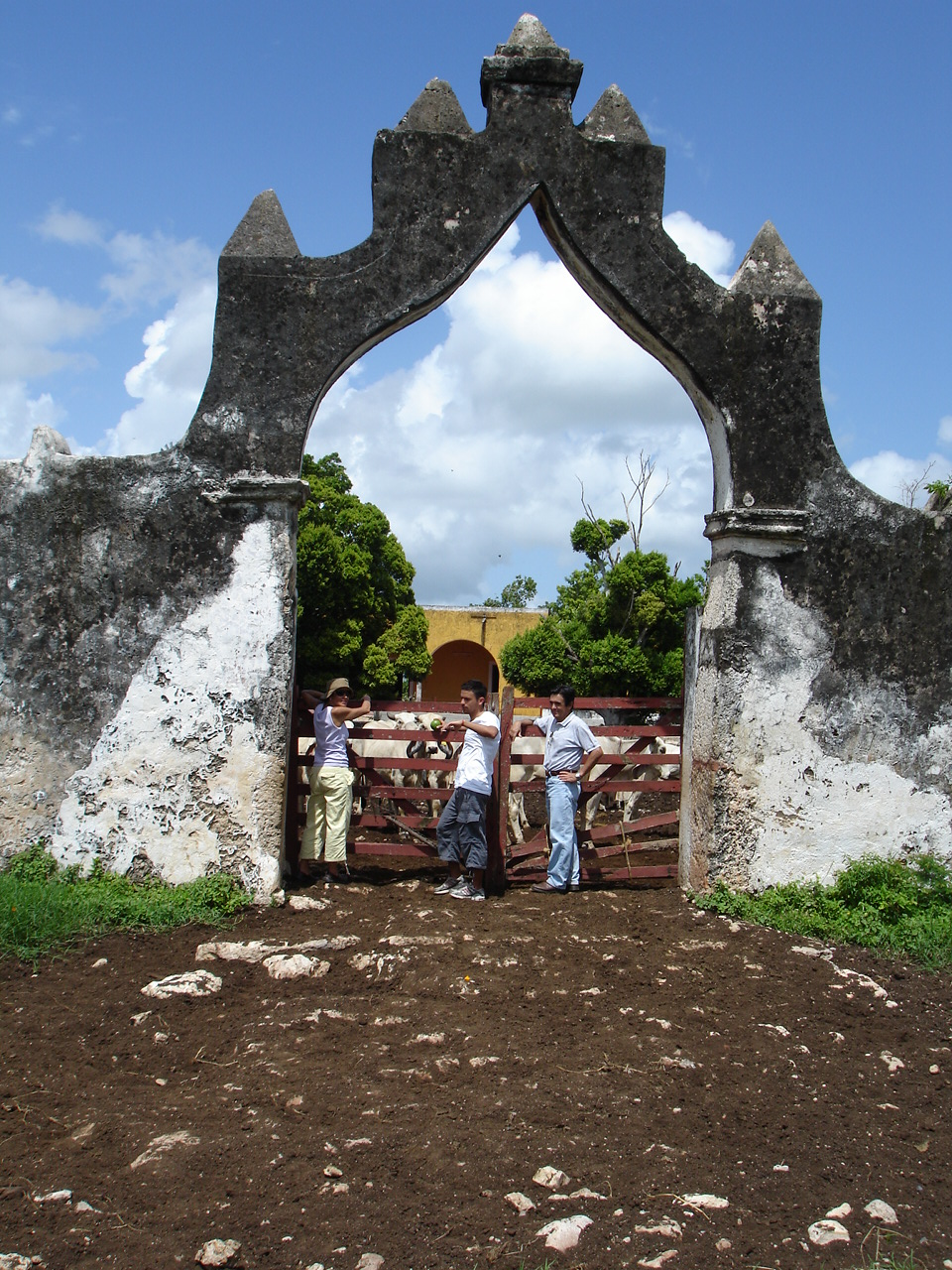
El arco
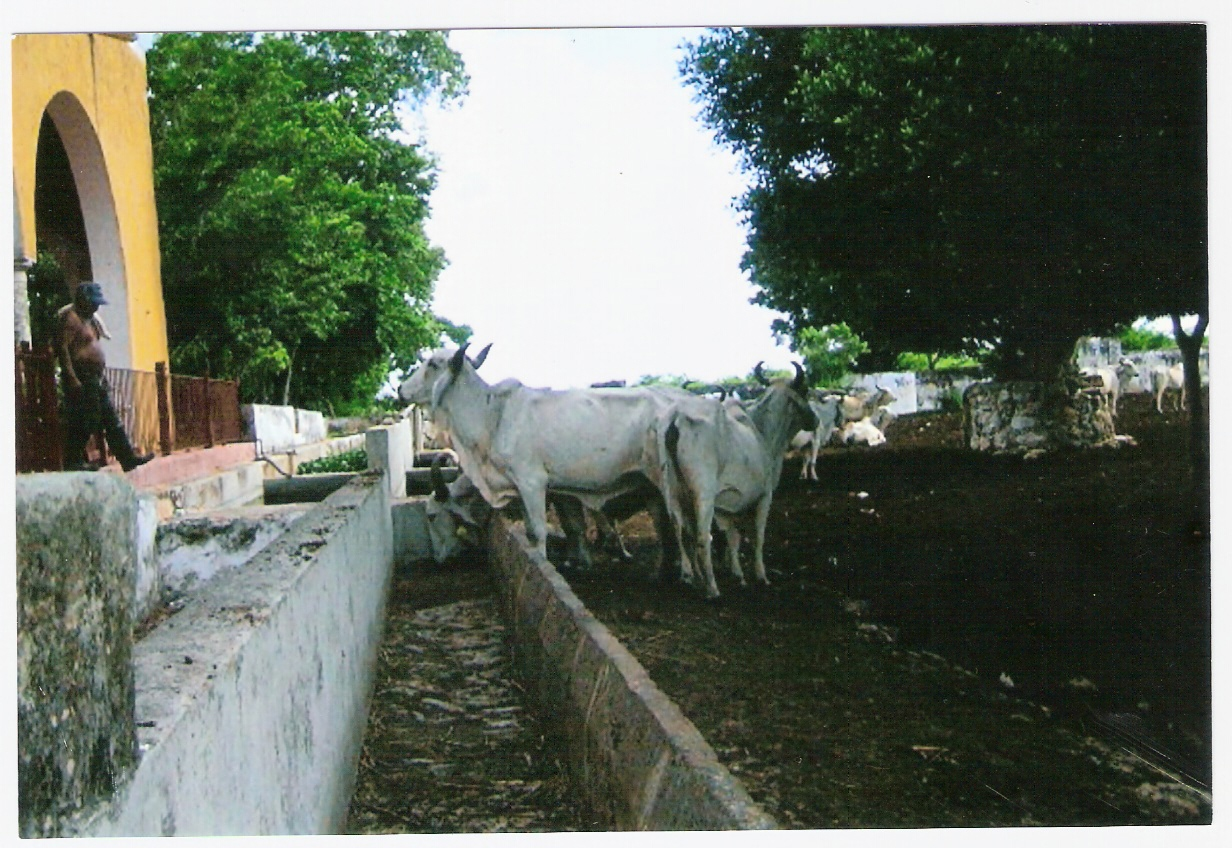
El jardín de antes
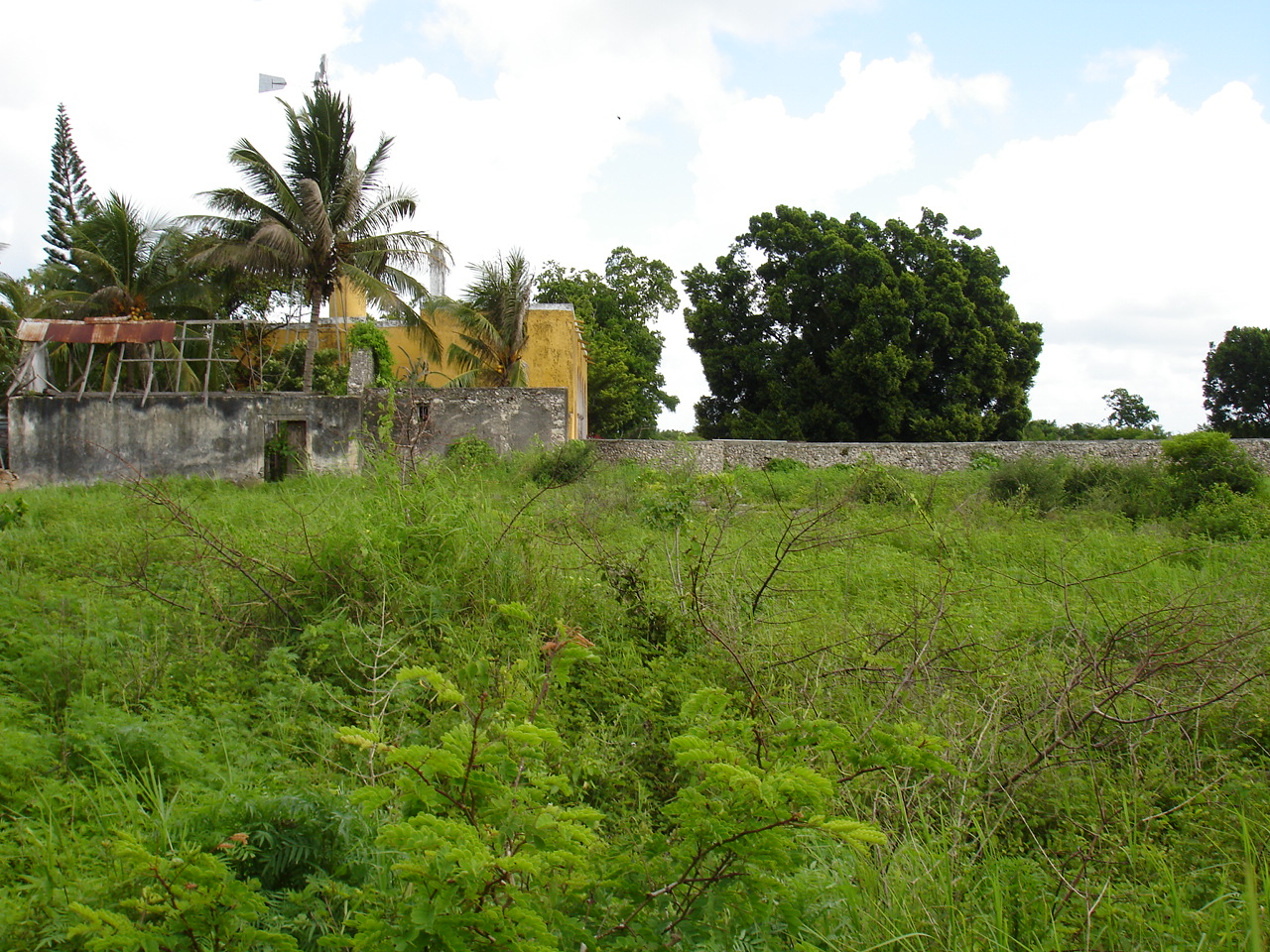
El secadero
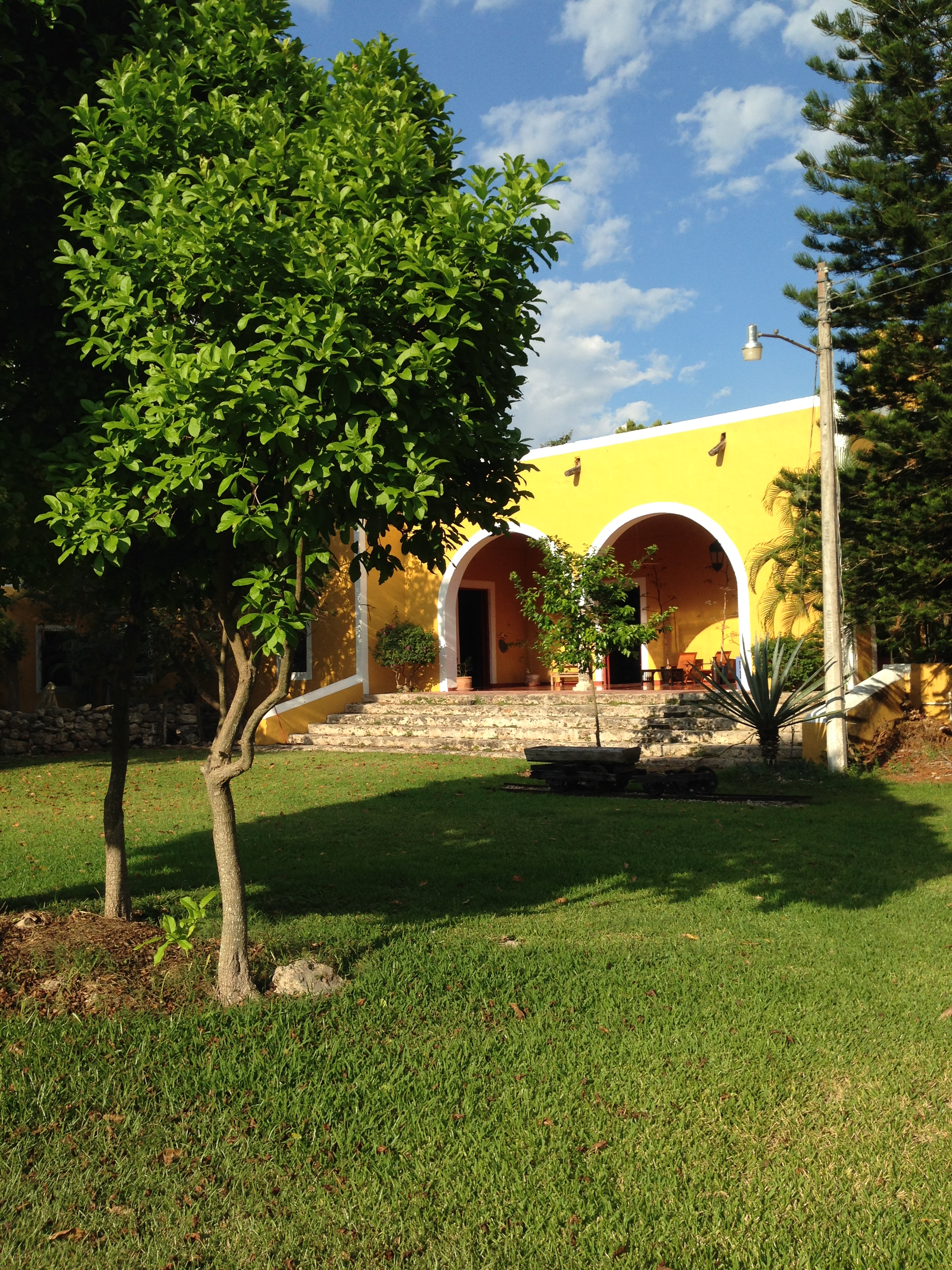
Casa principal
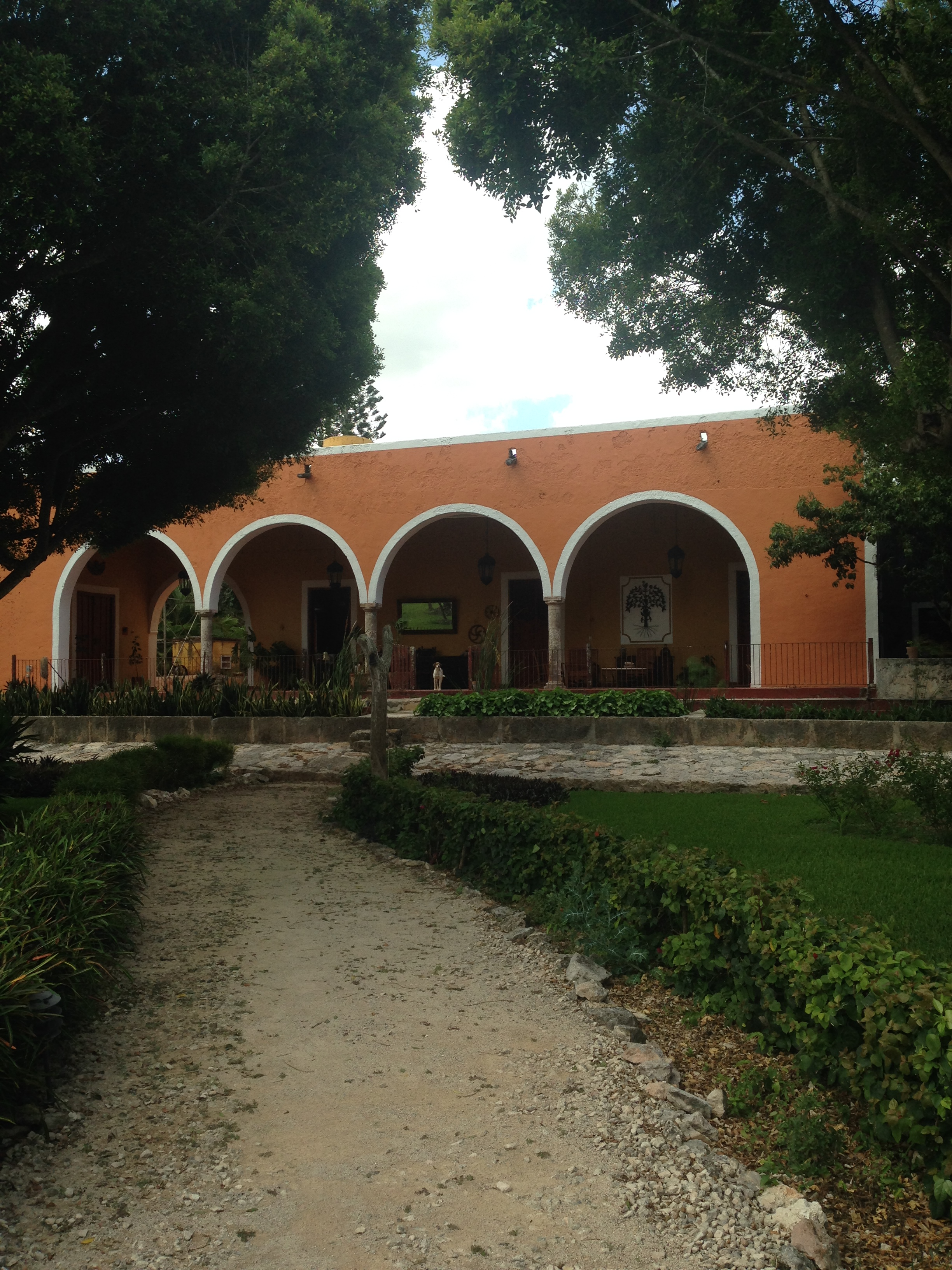
Casa principal